# 福岡国際空港
福岡国際空港株式会社（ふくおかこくさいくうこう、英語: Fukuoka International Airport Co., Ltd.）は、福岡空港の運営を目的に、2018年7月2日に設立された株式会社である。

## 概要
2018年5月16日に福岡エアポートホールディングスを代表とする「福岡エアポートHDグループ」が優先交渉権者に選定。その後、2018年6月26日に同グループと基本協定を締結した事を受けて2018年7月2日に設立された。初代社長には西日本鉄道の上席グループ理事である永竿哲哉が就任した。2018年8月1日に実施契約を締結し、翌年の2019年4月1日より空港運営を開始。2020年3月26日に、福岡空港奈多地区（奈多ヘリポート）を開設した。
運営開始後は東アジアトップクラスの国際空港を目指すべく、2025年の滑走路増設に合わせて国際線ターミナルの拡張を予定している。
その他、国内線ターミナルにビジネスホテルや会議室などが入るほか、バスターミナルも新設し九州各地や山口・広島方面からの高速バス路線を新設する予定である。
2018年11月1日より、福岡空港ビルディングを完全子会社化する形でビル施設等事業を開始し、2019年2月1日には福岡空港ビルディングを吸収合併した。
2023年3月、チャンギエアポートインターナショナルは保有していた株式を売却し撤退した。

## 構成企業
- 福岡エアポートホールディングス
- 西日本鉄道[10]
- 三菱商事[10]
- 九州電力[11]

### 撤退した元構成企業
- チャンギエアポートインターナショナル[10]